# Ernest Howard Griffiths
Ernest Howard Griffiths (15 juin 1851 - 3 mars 1932) est un physicien britannique né à Brecon, au Pays de Galles. 

## Biographie
Il est élu membre de la Royal Society en 1895  et remporte sa médaille Hughes en 1907. Du côté maternel, il est un descendant de l'amiral du XVIIe siècle Robert Blake.
Griffiths est nommé directeur de l'University College of South Wales and Monmouthshire, Cardiff en 1901  et reçoit une chaire de philosophie expérimentale. Il est Fellow du Jesus College d'Oxford en 1905, 1909, 1913 et 1917, dans le cadre d'un système dans lequel une bourse universitaire tourne entre les directeurs des collèges universitaires gallois .